# Robert Bartołd
Robert Bartołd (ur. 14 sierpnia 1906 w Ciechanowie, zm. 2 września 1996), działacz społeczny i regionalista ciechanowski.

## Życiorys
Syn Adolfa i Zofii z Cząstkiewiczów. Ukończył studia na Wydziale Humanistycznym Uniwersytetu Warszawskiego. Pracował jako korektor w „Domu Prasy” w Warszawie.
Na stopień podporucznika rezerwy został mianowany ze starszeństwem z 1 stycznia 1935 i 1511. lokatą w korpusie oficerów piechoty. Wziął udział w kampanii wrześniowej 1939 na stanowisku oficera ordynansowego dowódcy piechoty dywizyjnej 20 Dywizji Piechoty. Walczył w bitwie pod Mławą.
W czasie wojny –pracował jako stolarz w warsztacie ojca, a po 1945 – finansista w Prezydium Powiatowej Rady Narodowej w Ciechanowie (do 1971).
Współzałożyciel Towarzystwa Miłośników Ziemi Ciechanowskiej (wiceprezes do 1987), Mazowieckiego Towarzystwa Kultury, kwartalnika „Pięć Rzek”, społeczny opiekun zabytków, przewodnik turystyczny i publicysta. Autor Przewodnika po Ziemi Ciechanowskiej (Ciechanów 1974), kilku folderów krajoznawczych oraz wielu artykułów z dziedziny historii i kultury w prasie regionalnej.
Odznaczony Krzyżem Kawalerskim Orderu Odrodzenia Polski, Złotym Krzyżem Zasługi, odznakami Zasłużony Działacz Kultury, Za zasługi dla woj. warszawskiego, Za zasługi dla województwa ciechanowskiego i innymi. W 1982 otrzymał nagrodę im. dr. Franciszka Rajkowskiego.
Robert Bartołd ożenił się z Emilią Jankowską (1908–1998), razem wychowali czworo dzieci: Artura, Marię (z męża Turczyńską), Elżbietę (z męża Ogonowską) i Bernarda.
Pochowany został w grobie rodzinnym na cmentarzu komunalnym w Ciechanowie, na którym Towarzystwo Miłośników Ziemi Ciechanowskiej ufundowało w 1998 tablicę z epitafium. Jego imię nosi jedna z ulic Ciechanowa. W 2010 roku odsłonięto jego pomnik w formie ławeczki.